# Léré
Léré é uma comuna francesa na região administrativa do Centro, no departamento Cher. Estende-se por uma área de 15,9 km². Em 2010 a comuna tinha 1 106 habitantes (densidade: 69,6 hab./km²).